# Nightwalkers (Stargate SG-1)
Nightwalkers (Noctámbulos) es el quinto episodio de la sexta temporada de la serie de televisión de ciencia ficción Stargate SG-1, y el episodio Nº 115 de toda la serie.

## Trama
En una noche lluviosa, un hombre llamado Richard Flemming llama a la Mayor Carter, mientras conduce. Él le dice que sabe sobre lo de Adrián Conrad, pero repentinamente se oyen unos ruidos y la comunicación se corta. Al día siguiente, en el CSG, Carter informa lo sucedido. Después de investigar descubren que el auto de Flemming fue hallado estrellado en una carretera, pero el cuerpo de Flemming no estaba. El SG-1 es enviado a investigar esto a la ciudad donde Flemming trabajaba, no obstante O'Neill no vendrá debido a que los Tok’ra aún continúan buscando un nuevo anfitrión para el simbionte que lo salvo.
En la localidad de Stevenson, Carter se reúne con el Sheriff quien le revela que el laboratorio de Flemming sufrió un incendio. Después el equipo va a la casa de Flemming pero no hallan nada. Sin embargo, mientras están allí, reciben un paquete que el mismo Flemming se había mandado, quizás como modo de protegerlo por un tiempo, y que contenía una jeringa con un extraño líquido. Deciden entonces investigar más sobre Immunitech, donde Flemming trabajó. 
En la noche, mucha gente del pueblo se reúne en un gran hangar, donde deciden hacer algo si los tres "extraños" hallan cualquier cosa.
Al otro día en un restaurante, Jonas dice que la gente en el local ha actuado extraño, como si estuviera extremadamente cansada. En ese momento, Carter es mandada a traer por el Sheriff local. Él le dice que descubrieron que el incendio de Immunitech fue intencional. También le cuenta que otro funcionario, Peter Stofer, está desaparecido desde hace 2 meses. Además le muestra documentos que revelan que Stofer y Flemming trabajaron juntos.
En la noche Jonas y Teal'c van a un bar donde a no ser por intervención del Sheriff desatan una pelea con tres hombres.  A la mañana siguiente encuentran a uno de los hombres de anoche pero cuando le hablan, él dice que no los conoce. Luego los tres se dan cuenta de que alguien lo sigue. Capturan al sujeto, quien dice ser un exguardia de seguridad de Immunitech que cree que Flemming fue asesinado. Después deciden investigar en el astillero del pueblo y encuentran allí varios computadores y además una nave espacial en construcción.
Mientras Carter investiga los discos traídos del astillero, Jonas y Teal'c vigilan ese lugar. De repente varias personas llegan allí, en tanto Carter descubre que la información de los discos está escrita en Goa'uld. Ella les informa sobre estos a sus amigos, pero en esos momentos ellos son capturados por varios hombres, mientras el hotel de Carter es rodeado por varias personas.
Jonas y Teal'c son llevados en una furgoneta donde hablan con un hombre llamado Cross, agente del NID, que les dice que varios pueblerinos están infectados por simbiontes Goa'uld clonados. El NID desea la nave que construyen.
Entre tanto Carter es capturada e infectada por un Goa'uld. Cuando Teal'c y Jonas llegan al hotel no encuentran a Carter y piden al agente Cross ayuda. Sin embargo, otro agente les dispara con un Zat. Más adelante son llevados donde Carter y le implantan a Cross un simbionte. Desean que él comience a infectar al NID. Cuando Cross se retira, Carter dice que deben matar a Jonas y Teal’c. Mientras tanto, un equipo de contención llega a la ciudad y comienza a rodearla. Pronto se reúnen con Cross quien desea ir a la jefatura. De repente, Carter aparece y después de hablar con el agente Cross, le dispara con un Zat. Poco después un equipo encuentra a Teal'c y Jonas en medio de los Goa'uld inconscientes.
De vuelta en el SGC, Carter revela al resto que antes de ser capturada se inyectó la jeringa que recibieron de Flemming. La sustancia que contenía, al poco tiempo mató al Goa'uld que le implantaron. Finalmente, Hammond informa que la gente del pueblo ya fue liberada del control Goa'uld, y que la nave que construían fue traída para estudios al Área 51.

## Artistas invitados
- Blu Mankuma como el Sheriff Knox.
- Vincent Gale como el Agente Cross.
- Michael Eklund como hombre de cabello negro.
- Peter Anderson como el Dr. Richard Flemming.
- Adrian Holmes como el Sargento de Operaciones Especiales.
- Sean Tyson como el Agente Singer.
- Dave Ward como pueblerino.[3]
- Scott McNeil como persona del pueblo #1.[3]
- Carin Moffat como Técnico #2.[3]
- Christie Wilkes como Mujer.[1]
- Peter DeLuise como Habitante del pueblo poseído.[3]